# بري لارسون
بريان سيدوني ديسولنييه (بالإنجليزية: Brianne Sidonie Desaulniers) (ولدت في 1 أكتوبر 1989)، والمعروفة باسم بري لارسون، هي ممثلة ومخرجة أفلام أمريكية. شغلت أدوارًا رائدة في الأفلام المستقلة والأفلام بعد أن عملت في سن المراهقة في الأدوار الداعمة في الكوميديا. حصلت لارسون على العديد من الجوائز، بما في ذلك جائزة الأوسكار وجائزة جولدن جلوب. في عام 2019، صنفتها مجلة تايم كواحدة من أكثر 100 شخصية مؤثرة في العالم.

## حياتها المبكرة
ولدت لارسون في 1 أكتوبر 1989، في سكرامنتو، كاليفورنيا، لكلا من هيذر وسيلفان ديسولنييه. كان والداها معالجين بتقويم العمود الفقري بالمثلية معًا، ولديهما ابنة أخرى، ميلاين. والدها كندي فرنسي، وفي طفولتها، كانت لارسون تتحدث الفرنسية كلغة أولى. كانت تدرس في المنزل في الغالب، وهو ما اعتقدت أنه سمح لها باستكشاف الخبرات المبتكرة والمجردة. وصفت لارسون حياتها المبكرة، وقالت إنها كانت تربطها بوالدتها بشكل وثيق لكنها كانت خجولة وتعاني من القلق الاجتماعي. خلال الصيف، كانت تكتب وتخرج أفلامًا منزلية خاصة بها، حيث تلتقي بأبناء عمومتها وتصور في مرآبها. في سن السادسة، أعربت عن رغبتها في أن تصبح ممثلة. في نفس العام، خضعت لأداء برنامج تدريبي في مسرح المعهد الموسيقي الأمريكي في سان فرانسيسكو، حيث أصبحت أصغر طالبة قُبِلَت.
تعرضت لارسون لصدمة عندما إنفصل والداها عندما كانت في السابعة من عمرها. كانت علاقتها مع والدها مختلة وظيفيًا، قائلة:
| بري لارسون | عندما كنت طفلة حاولت أن أفهمه وأفهم الموقف. لكنه لم يساعد نفسه. لا أعتقد أنه أراد أبدًا أن يكون أحد الوالدين. | بري لارسون |

بعد فترة وجيزة من انفصالهما، انتقلت هيذر إلى لوس أنجلوس مع ابنتيها لتحقيق طموح لارسون في التمثيل. كان لديهم موارد مالية محدودة وعاشوا في شقة صغيرة بالقرب من استوديوهات هوليوود في بربانك. وصفت لارسون التجربة، قائلة:
| بري لارسون | كانت لدينا شقة سيئة مؤلفة من غرفة واحدة حيث خرج السرير من الحائط وكان لكل منا ثلاث قطع من الملابس. | بري لارسون |

ولأن اسم عائلتها كان من الصعب نطقه، فقد تبنت الاسم المسرحي لارسون من جدتها السويدية، وكذلك دمية فتاة أمريكية تدعى كيرستن لارسون حصلت عليها عندما كانت طفلة. كانت وظيفتها الأولى هي أداء محاكاة ساخرة تجارية لباربي، واسمها «ماليبو ميدسلايد باربي»، في حلقة 1998 من برنامج تونايت شو مع جاي لينو. بعد ذلك قامت بأدوار الضيف في العديد من المسلسلات التلفزيونية. في عام 2000، شاركت في المسلسل الهزلي فوكس شيميل، والذي أُلْغِي قبل بثه عندما شُخِّصَت إصابة نجمه، روبرت شيميل، بالسرطان.

## مسيرتها التمثيلية

### 2008-2001: العمل المبكر والموسيقى
كان دور لارسون الرئيسي الأول هو إميلي، الابنة الصغرى لشخصية بوب ساجيت، في المسرحية الهزلية تربية الأب، والتي بُثَّتْ لموسم واحد خلال جدول التلفزيون 2001-2002. انتقد هال بويديكر من جريدة أورلاندو سينتينيل البرنامج وكتب أن أعضاء فريقه كانوا «يمزحون بمرح خلال العرض». عملت بعد ذلك في مسلسل هوب وفيث على قناة أيه بي سي، ولكن اُسْتُبْدِلَت وبعض أعضاء فريق التمثيل الآخرين بعد حلقة غير مذاعة. في عام 2003 لعبت دور البطولة إلى جانب بيفرلي ميتشل في فيلم قناة ديزني على المسار الصحيح، استنادًا إلى الشقيقتان الصغيرتان في سباق السحب إيريكا وكورتني إندرز، ولعبت دور ثانوي في الكوميديا فيلم 13 أصبحت 30.

## أعمالها
| سنة  | عنوان                     | دور                   | ملاحظات       |
| ---- | ------------------------- | --------------------- | ------------- |
| 1999 | توصيلة خاصة               | الملاك الصغير         |               |
| 2000 | Schimmel                  | سمانثا                | فيلم تلفزيوني |
| 2003 | Right on Track            | كورتني لي إندرز       |               |
| 2004 | 13 أصبحت 30               | فتاة سادسة            |               |
| 2004 | Sleepover                 | إليزابيث "ليز" دانيلز |               |
| 2005 | ماديسون                   | فتاة تتسابق #2        |               |
| 2006 | Hoot                      | بياتريس               | دور رئيسي     |
| 2007 | Farce of the Penguins     | بطريقة مراهقة         | دور صوتي      |
| 2008 | Remember the Daze         | انجي                  |               |
| 2008 | جليسة الأطفال             | أليسون                | فيلم قصير     |
| 2009 | منزل مكسور                | سوزان "سوزي" ديكر     |               |
| 2009 | Just Peck                 | إميلي                 |               |
| 2009 | Tanner Hall               | كيت                   |               |
| 2010 | Greenberg                 | سارة                  |               |
| 2010 | سكوت بيلجرام يواجه العالم | إينفي ادامز           |               |
| 2011 | Treatment                 | فراني                 |               |
| 2011 | Smorgasbord               | سيارا                 | فيلم قصير     |
| 2011 | Rampart                   | هيلين                 |               |
| 2012 | 21 جمب ستريت              | مولي                  |               |
| 2012 | The Trouble with Bliss    | ستيفاني               |               |
| 2013 | دون جون                   | مونيكا مارتيلو        |               |
| 2013 | Short Term 12             | جريس                  |               |
| 2013 | المدهش الآن               | كاسيدي                |               |
| 2014 | المقامر                   | ايمي فيليب            |               |
| 2015 | حفر للنار                 | ماكس                  |               |
| 2015 | غرفة                      | جوي"الام"             |               |
| 2015 | كارثة                     | كيم تاونسند           |               |
| 2016 | سلاح مجاني                | جوستين                |               |
| 2017 | كونغ: جزيرة الجمجمة       | مايسون ويفر           |               |
| 2017 | قلعة الزجاج               | جانيت وولز            |               |
| 2019 | كابتن مارفل               | كارول دانفرز          |               |
| 2019 | افينجرز : نهاية اللعبة    | كارول دانفرز          |               |
| 2023 | ذا مارفلز                 | كارول دانفرز          |               |

| سنة       | عنوان                 | دور                  | ملاحظات                                                    |
| --------- | --------------------- | -------------------- | ---------------------------------------------------------- |
| 1998      | To Have & to Hold     | ليلي كوين            | حلقات: 1.7 "Right My Fire", 1.10 "The Kids Are All Right?" |
| 1999      | Touched by an Angel   | راتشيل               | حلقة: 5.20 "Into the Fire"                                 |
| 1999      | Popular               | روبن روبن            | حلقة: 1.10 "Fall on Your Knees"                            |
| 2000      | Then Came You         | أليسون الصغيرة       | حلقة: 1.8 "Then Came Aidan's Ex"                           |
| 2001–2002 | Raising Dad           | إميلي ستيوارت        | 22 حلقات، دور رئيسي                                        |
| 2003      | هوب وفيث (مسلسل)      | سيدني شيناسكي        | مسلسل ملغى (لم يعرض)                                       |
| 2008      | Ghost Whisperer       | كريستا               | حلقة: 3.11 "Slam"                                          |
| 2009      | The Burg              |                      | حلقة: 2.1 "Change"                                         |
| 2009–2011 | United States of Tara | كاثرين "كيت" جريجسون | 36 حلقة، دور رئيسي                                         |
| 2011      | The League            | Aأشلي                | حلقات: 3.3 "The Au Pair", 3.4 "Ol' Smoke Crotch"           |
| 2012      | NTSF:SD:SUV           | كاترين               | حلقة: 2.2 "The Real Bicycle Thief"                         |
| 2013      | Community             | Rachel               | حلقة: 4.8 "Herstory of Dance"                              |

## وصلات خارجية
- بري لارسون على موقع IMDb (الإنجليزية)
- بري لارسون على موقع ميتاكريتيك (الإنجليزية)
- بري لارسون على موقع الموسوعة البريطانية (الإنجليزية)
- بري لارسون على موقع روتن توميتوز (الإنجليزية)
- بري لارسون على موقع مونزينجر (الألمانية)
- بري لارسون على موقع قاعدة بيانات الأفلام العربية
- بري لارسون على موقع ألو سيني (الفرنسية)
- بري لارسون على موقع ميوزك برينز (الإنجليزية)
- بري لارسون على موقع تيرنر كلاسيك موفيز (الإنجليزية)
- بري لارسون على موقع أول موفي (الإنجليزية)